# Chrysopilus consanguineus
Chrysopilus consanguineus är en tvåvingeart som beskrevs av Ignaz Rudolph Schiner 1868. Chrysopilus consanguineus ingår i släktet Chrysopilus och familjen snäppflugor. Inga underarter finns listade i Catalogue of Life.